# Milton Ottey

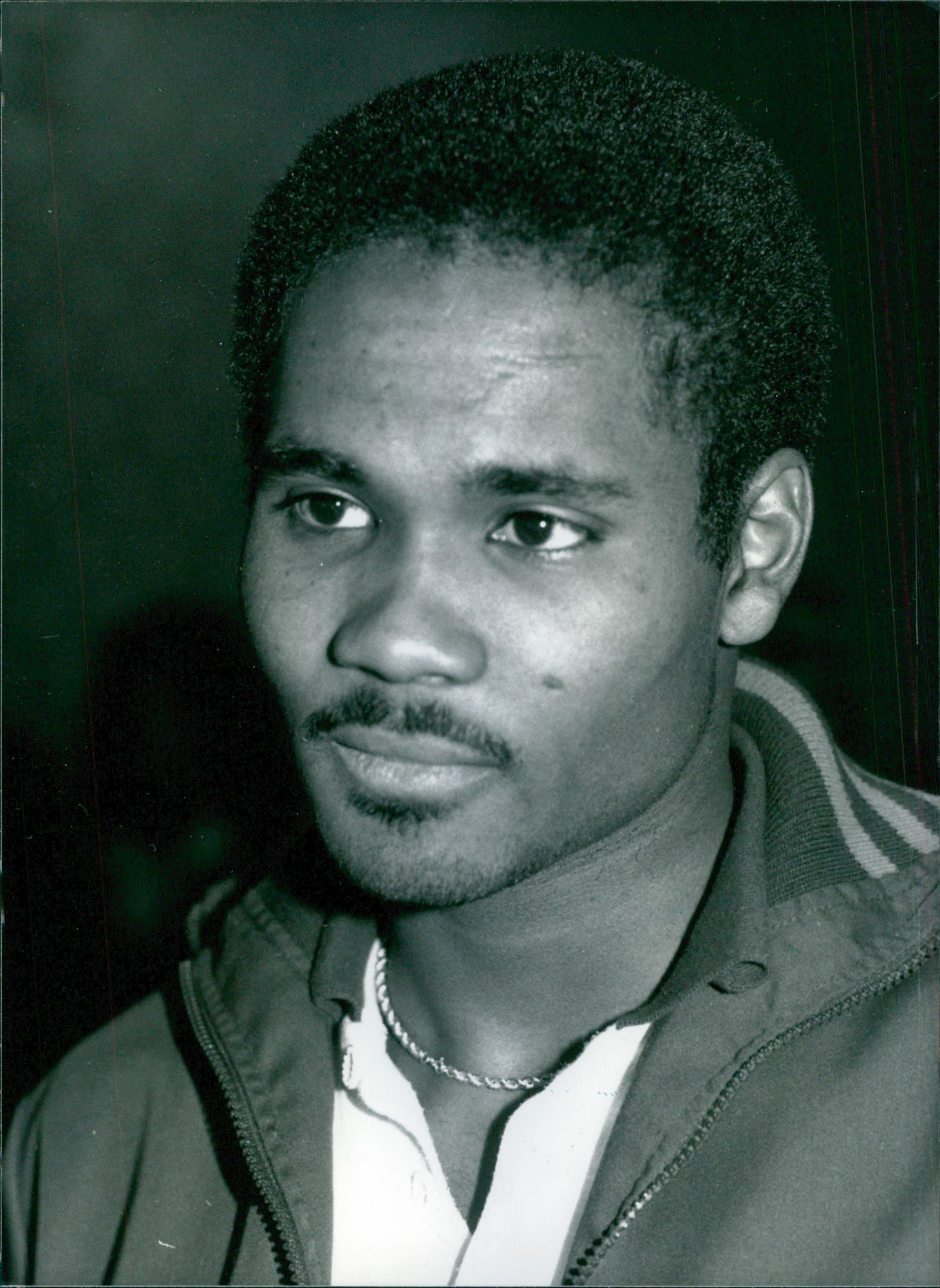
Milton Ottey

Milton Bruce „Milt“ Ottey (* 29. Dezember 1959 in May Pen) ist ein ehemaliger kanadischer Hochspringer jamaikanischer Herkunft.
1979 gewann er Bronze bei den Panamerikanischen Spielen in San Juan und 1982 Gold bei den Commonwealth Games in Brisbane.
Bei den Leichtathletik-Weltmeisterschaften 1983 in Helsinki wurde er Neunter und bei den Olympischen Spielen 1984 in Los Angeles Sechster. 1986 gelang ihm die Titelverteidigung bei den Commonwealth Games in Edinburgh, und 1987 wurde er Siebter bei den Leichtathletik-Hallenweltmeisterschaften in Indianapolis.
Bei den Olympischen Spielen 1988 in Seoul schied er in der Qualifikation aus. 1990 schloss er seine internationale Karriere mit einer Bronzemedaille bei den Commonwealth Games in Auckland ab.
Achtmal wurde er Kanadischer Meister (1979, 1981–1984, 1986–1988). 1982 wurde er US-Meister und für die University of Texas at El Paso startend NCAA-Meister, 1985 Englischer Meister.

## Bestleistungen
- Hochsprung: 2,33 m, 21. Juni 1986, Ottawa
  - Halle: 2,31 m, 5. März 1986, Kōbe